# Danielle Bonneau
Danielle Bonneau (* 11. Januar 1912 in Noyelles-Godault; † 26. Oktober 1992 in Paris) war eine französische Papyrologin.

## Leben und Leistungen
Danielle Bonneau wuchs die ersten Jahre ihres Lebens in Beaune auf, bis sich ihre Eltern 1919 im Département Pas-de-Calais niederließen. Sie studierte Klassische Philologie an den Universitäten von Lille und Paris. Nach dem Zweiten Weltkrieg lebte sie in Carcassonne. Von 1946 bis 1949 lehrte sie am Lycée von Bordeaux. Im Oktober 1950 zog sie nach Kairo in Ägypten, das Bonneau im Dezember 1956 im Zuge der Suezkrise wieder verlassen musste. In dieser Zeit lehrte sie am Gymnasium in Bal-el-Louk. Zudem arbeitete sie an ihrer Dissertation über die Nilschwemme von der griechischen Eroberung Ägyptens unter Alexander dem Großen 332 v. Chr. bis zum Jahr 641, als nach der Schlacht bei Heliopolis und dem Fall Alexandrias nach fast 1000 Jahren die griechisch-römische Herrschaft über das Land am Nil endete. Es sollte eines der zentralen Themen ihrer Forschung bis zu ihrem Lebensende bleiben. Nach ihrer Rückkehr nach Frankreich wurde sie zunächst Professorin am Lycée Molière in Paris, dann ging sie gefördert von André Aymard an das Centre national de la recherche scientifique. Nach der Verteidigung ihrer Dissertation und erfolgter Promotion wurde Bonneau 1963 Assistenzprofessorin für Alte Geschichte an der Universität Caen, 1976 Professorin an der Universität Tours.
Bonneau setzte sich bei ihren Studien in erster Linie mit dem Nil und der diesen betreffenden Verwaltung in griechisch-hellenistischer, römischer und byzantinischer Zeit auseinander. Zu verschiedenen Teilaspekten publizierte sie nicht nur eine größere Anzahl wissenschaftlicher Artikel, sondern auch drei Monografien. Wichtig war ihr die interdisziplinäre Zusammenarbeit etwa zwischen Ägyptologen und Papyrologen, um sich Problemen der Kontinuität zwischen altägyptischer Zeit und griechisch-römischer Herrschaft zum Beispiel hinsichtlich landwirtschaftlicher und ökonomischer Aspekte zu nähern.

## Publikationen (Auswahl)
- La crue du Nil, divinité égyptienne, à travers mille ans d’histoire (332 BC. ; 641 ap.). D’après les auteurs grecs et latins, et les documents des époques ptolémaique, romaine et byzantine. Librairie Klincksieck, Paris 1964.
- Le fisc et le Nil, incidence des irrégularités de la crue du Nil sur la fiscalité foncière dans l’Égypte grecque et romaine. Institut de Droit Romain de l’Université de Paris, Paris 1971.
- Le régime administratif de l’eau du Nil dans l’Égypte grecque, romaine et byzantine. Brill, Leiden 1993.